# Coenostolopsis terminalis
Coenostolopsis terminalis là một loài bướm đêm trong họ Crambidae.